# Прва лига Југославије у кошарци 1955.
Савезна лига Југославије у кошарци 1955. била је 11. првенство ФНРЈ у кошарци. У односу на претходну сезону лига је смањена на десет клубова. Из лиге су испали Жељезничар Карловац, Борац Чачак и Раднички Београд, док је у Свезну лигу као новајлија ушао Марибор. У овој сезони АШК из Љубљане променио је име и постао Олимпија.
Савезна лига 1955. карактеристична је и по томе што је екипа Црвене звезде десети пут узастопно освојила титулу државног првака.
На крају првенства из лиге су испали БСК Београд и Марибор, а за следећу сезону су ушли Раднички Београд и Пролетер из Креке.
Највећу победу остварила је Црвена звезда против Марибора 106:51.

### Табела
|  | првак              |
|  | испали у нижи ранг |

|     | Тим               | Игр. | Поб. | Нер. | Пор. | П+   | П-   | Бод |
| --- | ----------------- | ---- | ---- | ---- | ---- | ---- | ---- | --- |
| 1.  | Црвена звезда     | 18   | 14   | 1    | 3    | 1273 | 1009 | 29  |
| 2.  | Пролетер Зрењанин | 18   | 12   | 2    | 4    | 1299 | 1071 | 26  |
| 3.  | Партизан          | 18   | 10   | 2    | 6    | 1150 | 1137 | 22  |
| 4.  | Олимпија Љубљана  | 18   | 9    | 1    | 8    | 1067 | 999  | 19  |
| 5.  | Љубљана           | 18   | 9    | 1    | 8    | 1067 | 1143 | 19  |
| 6.  | Локомотива Загреб | 18   | 8    | 0    | 10   | 1059 | 1070 | 16  |
| 7.  | Монтажно Загреб   | 18   | 8    | 0    | 10   | 1138 | 1163 | 16  |
| 8.  | Младост Загреб    | 18   | 6    | 4    | 8    | 1093 | 1148 | 16  |
| 9.  | БСК Београд       | 18   | 7    | 1    | 10   | 1058 | 1082 | 15  |
| 10. | Марибор           | 18   | 1    | 0    | 17   | 991  | 1373 | 2   |

| Првак Прве лиге Југославије 1955. |
| --------------------------------- |
| КК Црвена звезда 10. титула       |

Састав:Црвене звезде Борислав Ћурчић, О. Поповић, Милан Бјегојевић, Ђорђе Коњовић, Ђорђе Андријашевић, Ладислав Демшар, Борко Јовановић, В. Павасовић, Драган Гоџић, М. Чавић, Б. Нешић, Р. Остојић; тренер - Небојша Поповић